# 滑稽
滑稽（こっけい）という語は、古代中国においては『史記』滑稽列伝などで、淳于髠に代表される「弁舌に優れた人物」「弁舌に優れたさま」を指した。転じて、日本語では「笑い」「ユーモア」の同義語となり「滑稽本」などを生んだ。
古代の『楚辞』、揚雄の『法言』や、『史記』に立伝される人物の滑稽は、全て弁舌鮮やかなさまを表しており、笑いの要素は含まれていない。但し、滑稽として取り上げられた人物の中には、優孟（ゆうもう）や優旃（ゆうせん）のような俳優が含まれていた。その、おどけた、ウィットに富んだ言動が、笑いやユーモアと通じるため、後世、笑いやユーモアに富んださまを、滑稽と表現するように転じたものと考えられている。

## 関連文献
- 栗山理一「滑稽の機構―史記と芭蕉―」『連歌俳諧研究』第30号、俳文学会、1966年。 NAID 130004963612。
- 大室幹雄 『滑稽：古代中国の異人（ストレンジャー）たち』 評論社、1975年（のち、岩波書店〈岩波現代文庫〉、2001年12月 ISBN 4-00-600069-3（ISBN-13 978-4-00-600069-1））